# Hololive Production
Hololive Production (ホロライブプロダクション, Hororaibu Purodakushon) é uma agência de talentos especializada em VTubers de propriedade da Cover Corp. e lançada em dezembro de 2019. Algumas das VTubers populares gerenciadas pela agência incluem Inugami Korone, Shirakami Fubuki, Usada Pekora, Minato Aqua, Houshou Marine, Kiryu Coco, Akai Haato, e Gawr Gura. Hololive foca em streaming ao vivo com conteúdos como canto, gameplay de jogos e chats com os fãs; ela também produz conteúdos como clipes e curtas-metragens estrelando suas agenciadas. Em setembro de 2020, os canais da Hololive tinham mais de 10 milhões de inscritos, combinados no YouTube e na plataforma chinesa Bilibili.
Originalmente, o nome hololive foi usado para distribuição de streams em realidade aumentada da Cover, mas agora é a nomenclatura da agência VTuber feminina. Em dezembro de 2019, foi combinada com o grupo masculino Holostars e o selo INoNaKa (INNK) Music para formar uma única marca chamada "hololive production". Em 2019 e 2020, a Hololive estreou três filiais no exterior: Hololive China, Hololive Indonésia (ID) e Hololive English (EN).

## História

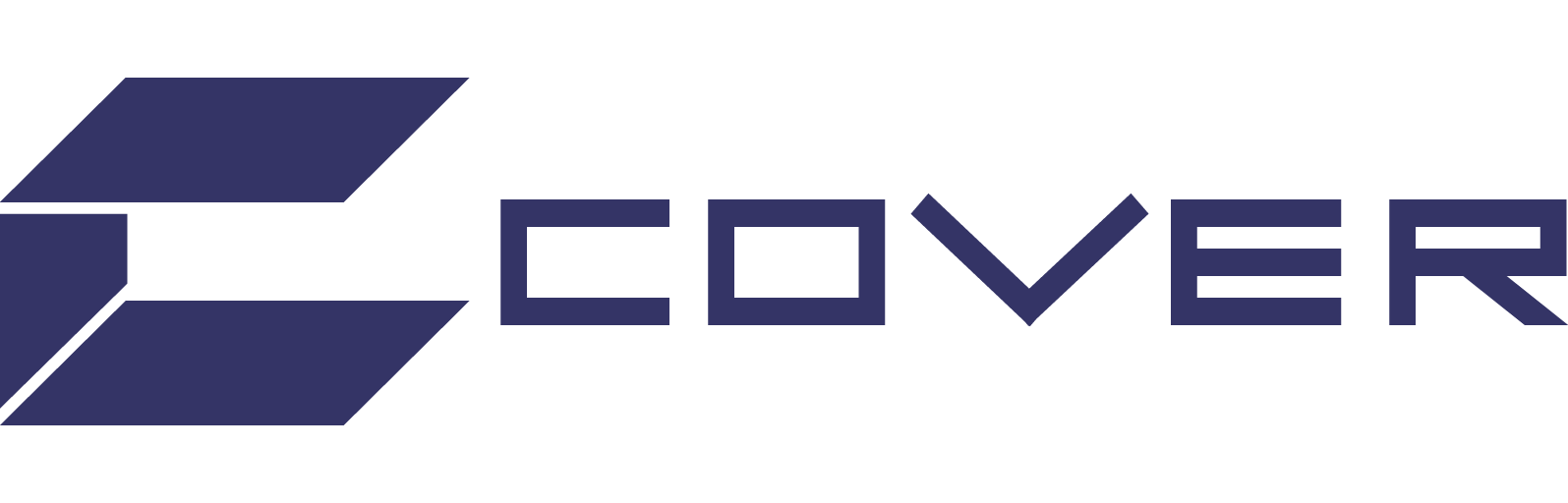
Logotipo usado de 2016 a 2019

A Cover Corp. foi fundada em 13 de junho de 2016 por Motoaki "Yagoo" Tanigo, um empresário que já havia desenvolvido personagens de videogame em colaboração com a Sanrio enquanto trabalhava na empresa de conteúdo Imagineer e estabeleceu várias startups na Internet. Cover originalmente focava em desenvolvimento de software de realidade aumentada (AR) e realidade virtual (VR), e recebia financiamento da empresa incubadora Tokyo VR Startups. Em fevereiro de 2017, a Cover lançou um jogo de tênis de mesa VR para o HTC Vive no Steam. No final de março, a empresa apresentou uma demonstração técnica para um programa que permite a captura de movimentos de avatares em tempo real e transmissão ao vivo bidirecional interativa.
De acordo com Tanigo, a ideia de uma agência de talentos de VTubers foi inspirada em personagens virtuais já existentes, como Kizuna AI e Hatsune Miku.

## Talentos

### hololive (JP)

#### Generation 0
- Tokino Sora (ときのそら): Est. 7 de set. de 2017.
- Robocosan (ロボ子さん): Est. 4 de mar. de 2018.
- Hoshimachi Suisei (星街すいせい): Est. 22 de mar. de 2018.
- Sakura Miko (さくらみこ): Est. 1 de ago. de 2018.
- AZKi: Est. 15 de nov. de 2018.

#### 1st Generation
- Yozora Mel (夜空メル): Est. 13 de mai. de 2018.
- Aki Rosenthal (アキ・ローゼンタール): Est. 1 de jun. de 2018.
- Shirakami Fubuki (白上フブキ): Est. 1 de jun. de 2018.
- Natsuiro Matsuri (夏色まつり): Est. 1 de jun. de 2018.
- Akai Haato (赤井はあと): Est. 2 de jun. de 2018.
- Hitomi Chris (人見クリス): Est. 3 de jun. de 2018. Enc. 25 de jun. de 2018.

#### 2nd Generation
- Minato Aqua (湊あくあ): Est. 8 de ago. de 2018.
- Murasaki Shion (紫咲シオン): Est. 17 de ago. de 2018.
- Nakiri Ayame (百鬼あやめ): Est. 3 de set. de 2018.
- Yuzuki Choco (癒月ちょこ): Est. 4 de set. de 2018.
- Oozora Subaru (大空スバル): Est. 16 de set. de 2018.

#### GAMERS
- Shirakami Fubuki (白上フブキ): Pertence a 1ª geração.
- Ookami Mio (大神ミオ): Est. 7 de dez.
12 de 2018.
- Nekomata Okayu (猫又おかゆ): Est. 6 de abr. de 2019.
- Inugami Korone (戌神ころね): Est. 13 de abr. de 2019.

#### 3rd Generation
- Usada Pekora (兎田ぺこら): Est. 17 de jul. de 2019.
- Shiranui Flare (不知火フレア): Est. 7 de ago. de 2019.
- Shirogane Noel (白銀ノエル): Est. 8 de ago. de 2019.
- Houshou Marine (宝鐘マリン): Est. 11 de ago. de 2019.
- Uruha Rushia (潤羽るしあ): Est. 18 de jul. de 2019. Enc. 24 de fev de 2022.[7]

#### 4th Generation
- Amane Kanata (天音かなた): Est. 27 de dez.
12 de 2019.
- Tsunomaki Watame (角巻わため): Est. 29 de dez.
12 de 2019.
- Tokoyami Towa (常闇トワ): Est. 3 de jan. de 2020.
- Himemori Luna (姫森ルーナ): Est. 4 de jan. de 2020.
- Kiryu Coco (桐生ココ): Est. 28 de dez.
12 de 2019. Enc. 1 de jul. de 2021.[8]

#### 5th Generation
- Yukihana Lamy (雪花ラミィ): Est. 12 de ago. de 2020.
- Momosuzu Nene (桃鈴ねね): Est. 13 de ago. de 2020.
- Shishiro Botan (獅白ぼたん): Est. 14 de ago. de 2020.
- Omaru Polka (尾丸ポルカ): Est. 16 de ago. de 2020.
- Mano Aloe (魔乃アロエ): Est. 15 de ago. de 2020. Enc. 31 de ago. de 2020.[9]

#### holoX
- La+ Darknesss (ラプラス・ダークネス): Est. 26 de nov. de 2021.
- Takane Lui (鷹嶺ルイ): Est. 27 de nov. de 2021.
- Hakui Koyori (博衣こより): Est. 28 de nov. de 2021.
- Sakamata Chloe (沙花叉クロヱ): Est. 28 de nov. de 2021.
- Kazama Iroha (風真いろは): Est. 30 de nov. de 2021.

### hololive DEV_IS
ReGLOSS
- Hiodoshi Ao (火威青): Est. 9 de set. de 2023.
- Otonose Kanade (音乃瀬奏): Est. 9 de set. de 2023.
- Ichijou Ririka (一条莉々華): Est. 9 de set. de 2023.
- Juufuutei Raden (儒烏風亭らでん): Est. 10 de set. de 2023.
- Todoroki Hajime (轟はじめ): Est. 10 de set. de 2023.

### hololive Indonesia (ID)

#### 1st Generation
- Ayunda Risu (アユンダ・リス): Est. 10 de abr. de 2020.
- Moona Hoshinova (ムーナ・ホシノヴァ): Est. 11 de abr. de 2020.
- Airani Iofifteen (アイラニ・イオフィフティーン): Est. 12 de abr. de 2020.

#### 2st Generation
- Kureiji Ollie (クレイジー・オリー): Est. 4 de dez.
12 de 2020.
- Anya Melfissa (アーニャ・メルフィッサ): Est. 5 de dez.
12 de 2020.
- Pavolia Reine (パヴォリア・レイネ): Est. 6 de dez.
12 de 2020.

#### 3st Generation
- Vestia Zeta (ベスティア・ゼータ): Est. 25 de mar. de 2022.
- Kaela Kovalskia (カエラ・コヴァルスキア): Est. 26 de mar. de 2022.
- Kobo Kanaeru (こぼ・かなえる): Est. 27 de mar. de 2022.

### hololive English (EN)

#### -Myth-
- Mori Calliope (森カリオペ): Est. 12 de set. de 2020.
- Takanashi Kiara (小鳥遊キアラ): Est. 12 de set. de 2020.
- Ninomae Ina’nis (一伊那尓栖/にのまえいなにす): Est. 13 de set. de 2020.
- Gawr Gura (がうる・ぐら): Est. 13 de set. de 2020.
- Watson Amelia (ワトソン・アメリア): Est. 13 de set. de 2020.

#### -Council-
- Ceres Fauna (セレス・ファウナ): Est. 23 de ago. de 2021.
- Ouro Kronii (オーロ・クロニー): Est. 23 de ago. de 2021.
- Nanashi Mumei (七詩ムメイ): Est. 23 de ago. de 2021.
- Hakos Baelz (ハコス・ベールズ): Est. 23 de ago. de 2021.
- Tsukumo Sana (九十九佐命): Est. 23 de ago. de 2021. Enc. 31 de jul. de 2022.[10]

#### Project: HOPE
O projeto foi encerrado em 8 de outubro de 2023 e sua única integrante, IRyS, agora pertence a unidade -Promisse-.
- IRyS: Est. 11 de jul. de 2021

#### -Advent-
- Shiori Novella (シオリ・ノヴェラ): Est. 30 de jul. de 2023
- Koseki Bijou (古石ビジュー): Est. 30 de jul. de 2023
- Nerissa Ravencroft (ネリッサ・レイヴンクロフト): Est. 31 de jul. de 2023
- Fuwawa Abyssgard (フワワ・アビスガード): Est. 31 de jul. de 2023
- Mococo Abyssgard (モココ・アビスガード): Est. 31 de jul. de 2023

#### -Promise-
Foi formada em 8 de outubro de 2023 suas integrantes pertenciam as unidades Project: HOPE e -Council-.
- Ceres Fauna (セレス・ファウナ): Pertencente a -Council-.
- Ouro KroniiOuro Kronii (オーロ・クロニー): Pertencente a -Council-.
- Nanashi Mumei (七詩ムメイ): Pertencente a -Council-.
- Hakos Baelz (ハコス・ベールズ): Pertencente a -Council-.
- IRyS: Antes pertencente ao Project: HOPE.

#### -Justice-
- Elizabeth Rose Bloodflame (エリザベス・ローズ・ブラッドフレイム): Est. 21 de jun. de 2024
- Gigi Murin (ジジ・ムリン): Est. 21 de jun. de 2024
- Cecilia Immergreen (セシリア・イマーグリーン): Est. 22 de jun. de 2024
- Raora Panthera (ラオーラ・パンテーラ): Est. 22 de jun. de 2024

### hololive China (CN)
Foi dissolvida em 2020 e todos os membros encerraram, focavam seus conteúdos na plataforma BiliBili.

#### 1st Generation
- Yogiri (夜霧): Est. 28 de set. de 2019. Enc. 20 de dez.
12 de 2020.
- Civia (希薇婭): Est. 1 de nov. de 2019. Enc. 18 de dez.
12 de 2020.
- Spade Echo (黑桃影): Est. 31 de jan. de 2020. Enc. 21 de nov. de 2020.

#### 2nd Generation
- Doris (朵莉丝): Est. 6 de mar. de 2020. Enc. 2 de dez.
12 de 2020.
- Rosalyn (罗莎琳): Est. 7 de abr. de 2020. Enc. 27 de dez.
12 de 2020.
- Artia (阿媂娅): Est. 11 de abr. de 2020. Enc. 19 de nov. de 2020.

### HOLOSTARS (JP)

#### 1st Generation
- Hanasaki Miyabi (花咲みやび): Est. 8 de jun. de 2019
- Kanade Izuru (奏手イヅル): Est. 22 de jun. de 2019
- Arurandeisu (アルランディス): Est. 8 de set. de 2019
- Rikka (律可): Est. 20 de  de 2019
- Kagami Kira (鏡見キラ): Est. 9 de jun. de 2019. Enc. 30 de nov. de 2020
- Yakushiji Suzaku (薬師寺朱雀): Est. 7 de set. de 2019. Enc. 6 de mar. de 2020

#### 2st Generation
- Astel Leda (アステル・レダ): Est. 7 de dez.
12 de 2019.
- Kishido Temma (岸堂天真): Est. 14 de dez.
12 de 2019.
- Yukoku Roberu (夕刻ロベル): Est. 24 de dez.
12 de 2019.

#### 3st Generation
- Kageyama Shien (影山シエン): Est. 30 de abr. de 2020.
- Aragami Oga (荒咬オウガ): Est. 1 de mai. de 2020.
- Tsukishita Kaoru (月下カオル): Est. 29 de abr. de 2020. Enc. 28 de jul. de 2020.

#### UPROAR!!
- Yatogami Fuma (夜十神封魔): Est. 29 de mar. de 2022.
- Utsugi Uyu (羽継烏有): Est. 29 de mar. de 2022.
- Hizaki Gamma (緋崎ガンマ): Est. 30 de mar. de 2022. Enc. 19 de jul. de 2024.[16]
- Minase Rio (水無世燐央): Est. 30 de mar. de 2022.

### HOLOSTARS English (EN)

#### -TEMPUS-
- Regis Altare (リージス・アルテア): Est. 23 de jun. de 2022.
- Magni Dezmond (マグニ・デズモンド): Est. 23 de jun. de 2022. Enc. 31 de ago. de 2023.[17]
- Axel Syrios (アクセル・シリオス): Est. 24 de jun. de 2022
- Noir Vesper (ノワール・ヴェスパー): Est. 24 de jun. de 2022. Enc. 31 de ago. de 2023.[17]
- Gavis Bettel (ガビス・ベッテル): Est. 8 de jan. de 2023
- Machina X Flayon (マキナ・X・フレオン): Est. 8 de jan. de 2023
- Banzoin Hakka (万象院ハッカ): Est. 8 de jan. de 2023
- Josuiji Shinri (定水寺シンリ): Est. 8 de jan. de 2023

-ARMIS-
- Jurard T Rexford (ジュラルド・ティー・レクスフォード): Est. 17 de nov. de 2023
- Goldbullet (ゴールドブレット): Est. 17 de nov. de 2023
- Octavio (オクタビオ): Est. 18 de nov. de 2023
- Crimzon Ruze (クリムゾン・ルーズ): Est. 18 de nov. de 2023

### Office Staff
Não possuem um canal próprio, porém apresentam vídeos no canal principal da Hololive além de participações em outros canais.
- Friend A (A-chan) (友人A（えーちゃん）): Enc. 30 de jun. de 2024.[18]
- Harusaki Nodoka (春先のどか)